# 한국의 호출부호
이 문서에서는 한국의 호출부호에 대해 다룬다.

## 규칙
대한민국은 ITU의 WARC(세계전파통신주관청회의)의 결의에 의해 HL, HM, 6K, 6L, 6M, 6N, D7, D8, D9, DS, DT를 배정받았으나, 1979년 WARC 회의에서 HM을 반납하여 북한에서 사용키로 했다. 북한에는 HM, P5, P6, P7, P8, P9 이 부여되었다.
대한민국에서 프리픽스 3번째 숫자인 지역번호는 1은 서울, 2는 인천, 경기도, 강원도, 황해도, 3은 대전, 충청남도, 충청북도, 4는 광주, 전라남도, 전라북도, 제주도, 5는 부산, 대구, 경상남도, 경상북도, 6은 함경도, 7은 평안도, 8은 보류되어 있으며, 9는 주한미군, 0은 단체국이다.

## 호출부호 목록

#### HLA
- HLA : 한국표준과학연구원 표준 주파수방송 (5㎒)
- HLAA
  - HLAA-DTV : KBS광주 제2-DTV (CH 18)
  - HLAA-SFM : KBS광주 제2라디오 표준FM (95.5㎒)
- HLAC
  - HLAC-DTV : KBS청주 제2-DTV (CH 34)
  - HLAC-FM : 충북CBS (91.5㎒, 99.3㎒)
  - HLAC-SFM : KBS청주 제2라디오 표준FM (90.9㎒)
- HLAD
  - HLAD-FM : 대전극동방송 미션FM (93.3㎒)
- HLAF : MBC강원영동 강릉 라디오 (1287㎑)
  - HLAF-FM : MBC강원영동 강릉 FM4U (94.3㎒, 90.7㎒, 96.9㎒)
  - HLAF-SFM : MBC강원영동 강릉 표준FM (96.3㎒, 100.7㎒, 99.7㎒)
- HLAH
  - HLAH-SFM : KBS강릉 제2라디오 표준FM (102.1㎒, 103.9㎒, 106.7㎒)
  - HLAH-DTV : KBS강릉 제2-DTV (CH 17)
- HLAI
  - HLAI-DTV : KBS창원 제1-DTV (CH 22)
  - HLAI-FM : KBS창원 음악FM (93.9㎒)
  - HLAI-SFM : KBS창원 제1라디오 표준FM (91.7㎒, 90.1㎒)
- HLAJ
  - HLAJ-DTV : 제주MBC DTV (CH 31)
  - HLAJ-FM : 제주MBC FM4U (90.1㎒, 102.9㎒, 102.5㎒)
  - HLAJ-SFM : 제주MBC 표준FM (97.9㎒, 97.1㎒, 106.5㎒)
  - HLAJ-TDMB : 제주MBC 지상파 DMB
- HLAK
  - HLAK-DTV : MBC경남 진주 DTV (CH 56)
  - HLAK-FM : MBC경남 진주 FM4U (97.7㎒, 96.1㎒)
  - HLAK-SFM : MBC경남 진주 표준FM (91.1㎒, 93.5㎒)
- HLAM
  - HLAM-FM : 목포MBC FM4U (102.3㎒)
  - HLAM-SFM : 목포MBC 표준FM (89.1㎒)
- HLAN
  - HLAN-FM : 춘천MBC FM4U (94.5㎒, 98.3㎒)
  - HLAN-SFM : 춘천MBC 표준FM (92.3㎒, 88.9㎒)
  - HLAN-TDMB : 춘천MBC 지상파 DMB
- HLAO
  - HLAO-FM : MBC충북 충주 FM4U (88.7㎒)
  - HLAO-SFM : MBC충북 충주 표준FM (96.1㎒, 94.7㎒, 94.1㎒)
- HLAP
  - HLAP-FM : MBC경남 창원 FM4U (100.5㎒)
  - HLAP-SFM : MBC경남 창원 표준FM (98.9㎒, 96.7㎒)
  - HLAP-DTV : MBC경남 창원 DTV (CH 26)
- HLAQ
  - HLAQ-FM : MBC강원영동 삼척 FM4U (98.1㎒, 99.9㎒)
  - HLAQ-SFM : MBC강원영동 삼척 표준FM (93.1㎒, 101.5㎒)
  - HLAQ-DTV : MBC강원영동 삼척 DTV (CH 42)
- HLAS
  - HLAS-DTV : KBS전주 제2-DTV (CH 44)
  - HLAS-SFM : KBS전주 제2라디오 표준FM (92.9㎒)
- HLAT
  - HLAT-FM : 여수MBC FM4U (98.3㎒)
  - HLAT-SFM : 여수MBC 표준FM (100.3㎒, 107.1㎒, 101.3㎒)
- HLAU
  - HLAU-DTV : 울산MBC DTV (CH 34)
  - HLAU-FM : 울산MBC FM4U (98.7㎒)
  - HLAU-SFM : 울산MBC 표준FM (97.5㎒)
- HLAV
  - HLAV-FM : 포항MBC FM4U (97.9㎒, 94.9㎒, 90.9㎒)
  - HLAV-SFM : 포항MBC 표준FM (100.7㎒, 102.7㎒, 98.5㎒)
- HLAW
  - HLAW-DTV : 안동MBC DTV (CH 54)
  - HLAW-FM : 안동MBC FM4U (91.3㎒)
  - HLAW-SFM : 안동MBC 표준FM (100.1㎒)
  - HLAW-TDMB : 안동MBC 지상파 DMB
- HLAX
  - HLAX-DTV : MBC충북 청주 DTV (CH 20)
  - HLAX-FM : MBC충북 청주 FM4U (99.7㎒)
  - HLAX-SFM : MBC충북 청주방송 표준FM (107.1㎒, 96.3㎒)
- HLAY
  - HLAY-DTV : KBS경인 제1-DTV (CH 42)
- HLAZ : 제주극동방송 (1566㎑)
  - HLAZ-SFM : 제주극동방송 표준FM (104.7㎒, 101.1㎒)

#### HLC
- HLCA : KBS 한민족 제1방송 (972㎑)
- HLCB
  - HLCB-FM : 포항CBS (91.5㎒)
- HLCC : 
  - HLCC-SFM : 경남CBS (106.9㎒, 94.1㎒)
- HLCD : 
  - HLCD-FM : 울산CBS (100.3㎒)
- HLCE
  - HLCE-DTV : KBS춘천 제2-DTV (CH 41)
  - HLCE-SFM : KBS춘천 제2라디오 표준FM (98.7㎒, 88.1㎒)
- HLCG
  - HLCG-FM : G1방송 Fresh FM (103.1㎒, 105.1㎒, 106.1㎒, 99.3㎒, 88.3㎒, 101.3㎒ 90.5㎒)
  - HLCG-DTV : G1방송 영동권 DTV (CH 44)
  - HLCG-DTV : G1방송 영서권 DTV (CH 16)
  - HLCG-TDMB : G1방송 지상파 DMB
  - HLCH-FM : KBS충주 음악FM (100.3㎒)
  - HLCH-SFM : KBS충주 제1라디오 표준FM (92.1㎒, 103.3㎒, 90.7㎒)
- HLCJ : KBS진주 제1라디오 (1098㎑)
  - HLCJ-FM : KBS진주 음악FM-창원총국 릴레이 (89.3㎒, 92.1㎒)
  - HLCJ-SFM : KBS진주 제1라디오 표준FM (90.3㎒, 97.1㎒, 103.3㎒)
- HLCL
  - HLCL-SFM : 광주CBS 표준FM (103.1㎒)
  - HLCL-FM : 전남CBS (102.1㎒, 89.5㎒)
- HLCM
  - HLCM-FM : TBN 전북교통방송 (102.5㎒, 106.1㎒)
  - HLCM-SFM : 전북CBS 표준FM (103.7㎒, 96.3㎒, 90.7㎒)
- HLCN : 광주MBC 라디오 (819㎑)
  - HLCN-DTV : 광주MBC DTV (CH 14)
  - HLCN-FM : 광주MBC FM4U (91.5㎒, 95.1㎒)
  - HLCN-SFM : 광주MBC 표준FM (93.9㎒, 101.9㎒)
  - HLCN-TDMB : 광주MBC 지상파 DMB
- HLCO
  - HLCO-FM : 강원영동CBS (91.5㎒, 91.9㎒)
- HLCP : KBS포항 제1라디오 (1035㎑)
  - HLCP-FM : KBS포항 FM방송-대구총국 릴레이 (93.5㎒)
  - HLCP-SFM : KBS포항 제1라디오 표준FM (95.9㎒)
- HLCQ
  - HLCQ-DTV : 대전MBC DTV (CH 17)
  - HLCQ-FM : 대전MBC FM4U (97.5㎒)
  - HLCQ-SFM : 대전MBC 표준FM (92.5㎒, 91.3㎒, 93.7㎒)
  - HLCQ-TDMB : 대전MBC 지상파 DMB
- HLCR : KBS안동 제1라디오 (963㎑)
  - HLCR-FM : KBS안동 음악FM (88.1㎒)
  - HLCR-SFM : KBS안동 제1라디오 표준FM (90.5㎒)
- HLCS
  - HLCS-FM : 대구원음방송 (98.3㎒)
- HLCT
  - HLCT-DTV : 대구MBC DTV (CH 17)
  - HLCT-FM : 대구MBC FM4U (95.3㎒)
  - HLCT-SFM : 대구MBC 표준FM (96.5㎒, 98.7㎒, 100.3㎒)
- HLCU
  - HLCU-SFM : KBS포항 제1라디오 울릉간이중계소 표준FM (89.3㎒)
- HLCV
  - HLCV-FM : TBN 울산교통방송 (104.1㎒)
- HLCW : KBS원주 제1라디오 (1152㎑)
  - HLCW-FM : KBS원주방송국 음악FM (89.5㎒)
  - HLCW-SFM : KBS원주 제1라디오 표준FM (97.1㎒)
- HLCX : 전주MBC 라디오 (855㎑)
  - HLCX-FM : 전주MBC FM4U (99.1㎒)
  - HLCX-SFM : 전주MBC 표준FM (94.3㎒, 101.7㎒)
- HLCY : KBS순천 제1라디오 (630㎑)
  - HLCY-FM : KBS순천 음악FM (94.5㎒)
  - HLCY-SFM : KBS순천 제1라디오 표준FM (95.7㎒, 88.7㎒)

#### HLD
- HLDA
  - HLDA-FM : BBS 부산불교방송 (89.9㎒, 89.5㎒, 88.1㎒)
- HLDB
  - HLDB-FM : BBS 광주불교방송 (89.7㎒, 105.7㎒, 105.1㎒)
- HLDC
  - HLDC-FM : 강원CBS (93.7㎒, 94.9㎒)
- HLDD
  - HLDD-FM : 창원극동방송 (창원 98.1㎒, 진주 92.5㎒)
- HLDE
  - HLDE-DTV : TBC(대구방송) DTV (CH 15)
  - HLDE-FM : TBC(대구방송) DREAM FM (99.3㎒, 99.7㎒, 106.5㎒)
  - HLDE-TDMB : TBC(대구방송) 지상파 DMB
- HLDF
  - HLDF-DTV : TJB(대전방송) DTV (CH 15)
  - HLDF-FM : TJB(대전방송) POWER FM (95.7㎒, 96.5㎒, 95.5㎒, 96.1㎒)
  - HLDF-TDMB : TJB(대전방송) 지상파 DMB
- HLDG
  - HLDG-DTV : KNN(부산·경남방송) DTV (CH 15)
  - HLDG-FM : KNN(부산·경남방송) 파워FM (99.9㎒, 96.3㎒, 102.5㎒, 105.5㎒, 106.7㎒)
  - HLDG-2FM : KNN(부산·경남방송) 러브FM (105.7㎒, 88.5㎒, 89.3㎒, 90.9㎒, 98.7㎒)
  - HLDG-TDMB : KNN(부산·경남방송) 지상파 DMB
- HLDH
  - HLDH-DTV : kbc(광주방송) DTV (CH 15)
  - HLDH-FM : kbc(광주방송) MY FM (101.1㎒, 96.7㎒, 104.3㎒, 90.7㎒)
  - HLDH-TDMB : kbc(광주방송) 지상파 DMB
- HLDI
  - HLDI-FM : BBS 대구불교방송 (94.5㎒, 97.7㎒, 105.5㎒)
- HLDJ
  - HLDJ-FM : BBS 청주불교방송 (96.7㎒, 106.7㎒)
- HLDK
  - HLDK-FM : CPBC 대구가톨릭평화방송 (93.1㎒, 96.9㎒, 100.5㎒, 100.7㎒)
- HLDL
  - HLDL-FM : CPBC 광주가톨릭평화방송 (99.9㎒, 99.5㎒)
- HLDM
  - HLDM-FM : TBN 광주교통방송 (97.3㎒, 103.5㎒)
- HLDN
  - HLDN-FM : TBN 부산교통방송 (94.9㎒)
- HLDO
  - HLDO-FM : 경인방송(iFM) (90.7㎒)
- HLDP
  - HLDP-DTV : ubc(울산방송) DTV (CH 30)
  - HLDP-FM : ubc(울산방송) GREEN FM (92.3㎒)
- HLDQ
  - HLDQ-FM : JTV(전주방송) MAGIC FM (90.1㎒)
- HLDR
  - HLDR-FM : CJB(청주방송) JOY FM (101.5㎒, 97.9㎒, 102.7㎒)
- HLDT
  - HLDT-FM : TBN 대전교통방송 (102.9㎒, 103.9㎒)
- HLDU
  - HLDU-FM : TBN 대구교통방송 (대구 103.9㎒, 김천 95.9㎒)
- HLDV
  - HLDV-FM : 전북원음방송 (97.9㎒)
- HLDW
  - HLDW-FM : CPBC 부산가톨릭평화방송 (101.1㎒, 101.5㎒, 93.7㎒, 101.7㎒)
- HLDX
  - HLDX-FM : 대전CBS (91.7㎒, 99.3㎒)
- HLDY
  - HLDY-FM : 강원극동방송 미션FM (강릉 90.1㎒, 속초 102.9㎒, 동해.삼척 100.9㎒, 원주 104.3㎒ 춘천 92.9㎒)
- HLDZ
  - HLDZ-FM : 포항극동방송 미션FM (90.3㎒, 96.7㎒)

#### HLE
- HLEA : 현재 스카이라이프 위성방송에서 사용하고 있다.
  - HLEA-BS1 : 스카이라이프 제1위성방송
  - HLEA-BS2 : 스카이라이프 제2위성방송
  - HLEA-BS3 : 스카이라이프 제3위성방송
  - HLEA-BS4 : 스카이라이프 제4위성방송
  - HLEA-BS5 : 스카이라이프 제5위성방송
  - HLEA-BS6 : 스카이라이프 제6위성방송
  - HLEA-CS1 : 스카이라이프 제7위성방송
  - HLEA-CS16 : 스카이라이프 제16위성방송
  - HLEA-CS17 : 스카이라이프 제17위성방송
  - HLEA-CS2 : 스카이라이프 제8위성방송
  - HLEA-CS3 : 스카이라이프 제11위성방송
  - HLEA-CS37 : 스카이라이프 제9위성방송
  - HLEA-CS4 : 스카이라이프 제10위성방송
- HLED
  - HLED-FM : 광주극동방송 (93.1㎒)
- HLEE
  - HLEE-FM : TBN 경남교통방송 (95.5㎒, 100.1㎒)
- HLEF
  - HLEF-FM: TBN 경북교통방송 (103.5㎒, 103.7㎒)
- HLEG
  - HLEG-FM : 광주국악방송 (99.3㎒)
- HLEH
  - HLEH-FM : TBN 제주교통방송 (105.5㎒, 105.9㎒)
- HLEI
  - HLEI-FM : 전남동부극동방송 미션FM (97.5㎒, 92.9㎒)
- HLEK
  - HLEK-FM : 대전국악방송, 충주국악방송, 영동국악방송, 제천국악방송, 청주국악방송 (90.5㎒, 101.7㎒, 99.3㎒, 90.1㎒, 107.5㎒)
- HLEL
  - HLEL-FM : BBS 제주불교방송 (94.9㎒, 100.5㎒)
- HLEM
  - HLEM-FM : 광주CBS 음악FM (98.1㎒)
- HLEN
  - HLEN-FM : 전북극동방송 미션FM (91.1㎒)
- HLEO
  - HLEO-FM : TBN 충북교통방송 (103.3㎒, 93.5㎒)
- HLEP
  - HLEP-FM : TBN 충남교통방송 (103.9㎒, 103.1㎒)

#### HLK
- HLKA : KBS 제1라디오 (711㎑)
  - HLKA-DTV : KBS 제1-DTV (가상채널 9-1)
  - HLKA-FM : KBS 제1-FM (93.1㎒)
  - HLKA-SFM : KBS 제1라디오 표준FM (97.3㎒)
- HLKB : KBS부산 제1라디오 (891㎑)
  - HLKB-DTV : KBS부산 제1-DTV (CH 14)
  - HLKB-FM : KBS부산 음악FM (92.7㎒)
  - HLKB-SFM : KBS부산 제1라디오 표준FM (103.7㎒, 91.3㎒)
- HLKC : KBS 제3라디오 (1134 kHz)[1]
  - HLKC-SFM : KBS 제3라디오 표준FM (104.9㎒)
- HLKD
  - HLKD-DTV : KBS창원 제2-DTV (CH 25)
  - HLKD-SFM : KBS창원 제2라디오 표준FM (106.1㎒)
- HLKE
  - HLKE-DTV : KBS부산 제2-DTV (CH 16)[2]
  - HLKE-SFM : KBS부산 제2라디오 표준FM (97.1㎒, 99.5㎒)
- HLKF : KBS전주 제1라디오 (567㎒)
  - HLKF-DTV : KBS전주 제1-DTV (CH 27)
  - HLKF-FM : KBS전주 음악FM (100.7㎒)
  - HLKF-SFM : KBS전주 제1라디오 표준FM (96.9㎒)
- HLKG : KBS대구 제1라디오 (738㎑)
  - HLKG-DTV : KBS대구 제1-DTV (CH 14)
  - HLKG-FM : KBS대구 음악FM (89.7㎒)
  - HLKG-SFM : KBS대구 제1라디오 표준FM (101.3㎒, 90.7㎒)
- HLKH : KBS광주 제1라디오 (747㎑)
  - HLKH-DTV : KBS광주 제1-DTV (CH 17)
  - HLKH-FM : KBS광주 음악FM (92.3㎒)
  - HLKH-SFM : KBS광주 제1라디오 표준FM (90.5㎒, 94.9㎒, 96.1㎒)
- HLKI : KBS대전 제1라디오 (882㎒)
  - HLKI-DTV : KBS대전 제1-DTV (CH 26)
  - HLKI-FM : KBS대전 음악FM (98.5㎒)
  - HLKI-SFM : KBS대전 제1라디오 표준FM (94.7㎒, 89.9㎒, 88.1㎒, 107.3㎒, 88.9㎒)
  - HLKI-TDMB : KBS대전 지상파 DMB
- HLKJ[3]
  - HLKJ-DTV : JIBS(제주방송) DTV (CH 33)
  - HLKJ-TDMB : JIBS(제주방송) 지상파 DMB
- HLKK
  - HLKK-FM : 대구극동방송 (91.9㎒, 105.9㎒)
- HLKM : KBS춘천 제1라디오 (657㎑)
  - HLKM-DTV : KBS춘천 제1-DTV (CH 32)
  - HLKM-FM : KBS춘천 음악FM (91.1㎒)
  - HLKM-SFM : KBS춘천 제1라디오 표준FM (99.5㎒)
- HLKN : KBS목포 제1라디오 (1467㎑)
  - HLKN-FM : KBS목포 음악FM (98.3㎒)
  - HLKN-SFM : KBS목포 제1라디오 표준FM (105.9㎒)
- HLKO
  - HLKO-SFM : 제주CBS (93.3㎒, 90.9㎒)
- HLKP
  - HLKP-FM : 부산CBS 음악FM (102.1㎒, 105.3㎒)
  - HLKP-SFM : 부산CBS 표준FM (102.9㎒)
- HLKQ : KBS청주 제1라디오 (1062㎑)
  - HLKQ-DTV : KBS청주 제1-DTV (CH 23)
  - HLKQ-FM : KBS청주 FM방송 (94.1㎒, 102.1㎒)
  - HLKQ-SFM : KBS청주 제1라디오 표준FM (89.3㎒)
- HLKR : KBS강릉 제1라디오 (864㎑)
  - HLKR-FM : KBS강릉 음악FM (89.1㎒)
  - HLKR-SFM : KBS강릉 제1라디오 표준FM (98.9㎒)
- HLKS : KBS제주 제1라디오 (963㎑)
  - HLKS-DTV : KBS제주 제1-DTV (CH 27)
  - HLKS-FM : KBS제주 음악FM (96.3㎒, 99.9㎒)
  - HLKS-SFM : KBS제주 제1라디오 표준FM (99.1㎒, 95.3㎒, 103.7㎒)
- HLKT
  - HLKT-FM : 대구CBS 음악FM (97.1㎒)
  - HLKT-SFM : 대구CBS 표준FM (103.1㎒)
  - HLKT-SFM : 대구CBS 안동·경북 북부권 표준FM (92.3㎒)
- HLKU
  - HLKU-DTV : 부산MBC DTV (CH 17)
  - HLKU-FM : 부산MBC FM4U (88.9㎒)
  - HLKU-SFM : 부산MBC 표준FM (95.9㎒, 106.5㎒, 97.7㎒)
  - HLKU-TDMB : 부산MBC 지상파 DMB
- HLKV
  - HLKV-DTV : MBC DTV (가상채널 11-1)
  - HLKV-FM : MBC FM4U (91.9㎒)
  - HLKV-SFM : MBC 표준FM (95.9㎒, 104.1㎒)
- HLKW
  - HLKW-FM : 목포극동방송 미션FM (100.5㎒)
- HLKX : 극동방송 (서울 본사) (1188㎑)
  - HLKX-FM : 극동방송 미션FM (106.9㎒)
- HLKY : CBS (837㎑)
  - HLKY-FM : CBS 음악FM (93.9㎒)
  - HLKY-SFM : CBS 표준FM (98.1㎒)
- HLKZ
  - HLKZ-DTV : KBS순천 제2-DTV (CH 46)
  - HLKZ-SFM : KBS순천 제2라디오 표준FM (102.7㎒)

#### HLM
- HLMA
  - HLMA-LFM-6003 : 성주FM (92.7㎒)
  - HLMA-LFM-6002 : 대구 성서공동체FM (89.3㎒)
  - HLMA-LFM-6001 : 영주FM (89.1㎒)
  - HLMA-FM : 마포FM (100.7㎒)
  - HLMA-FM : 관악FM (100.3㎒)
  - HLMA-FM : FM분당 (90.7㎒)
  - HLMA-FM : 공주 금강FM (104.9㎒)
  - HLMA-FM : 광주시민방송 (88.9㎒)
  - HLMA-FM : 옥천FM (104.9㎒)
  - HLMA-FM : 세종FM (98.9㎒)
  - HLMA-FM : GBS 고려방송 (93.5㎒)
  - HLMA-FM : 남해FM (91.9㎒)
  - HLMA-FM : 한밭생활문화방송 (93.7㎒)
  - HLMA-FM : 서대문마을공동체라디오 (91.3㎒)
  - HLMA-TDMB : YTN DMB
- HLMB
  - HLMB-TDMB : QBS
- HLMD
  - HLMD-FM : OBS 라디오 (99.9㎒)

#### HLQ
- HLQA
  - HLQA-FM : 국악FM방송, 강릉국악방송, 전주국악방송, 남원국악방송, 남도국악방송, 대구국악방송, 경주국악방송, 부산국악방송, 제주국악방송, 서귀포국악방송 (99.1㎒, 103.3㎒, 95.3㎒, 95.9㎒, 94.7㎒, 107.5㎒, 107.9㎒, 98.5㎒, 91.3㎒, 106.9㎒)
- HLQB : KBS울산 제1라디오 (1449㎑)
  - HLQB-DTV : KBS울산 제1-DTV (CH 28)
  - HLQB-FM : KBS울산 음악FM (101.9㎒)
  - HLQB-SFM : KBS울산 제1라디오 표준FM (90.7㎒)
- HLQC
  - HLQC-DTV : KBS제주 제2-DTV (CH 29)
  - HLQC-FM : JIBS(제주방송) New Power FM (101.5㎒, 98.5㎒, 97.5㎒)
  - HLQC-SFM : KBS제주 제2라디오 표준FM (91.9㎒, 92.7㎒, 89.7㎒)
- HLQE
  - HLQE-DTV : KBS울산 제2-DTV (CH 40)
  - HLQE-FM : Arirang Radio (88.7㎒, 88.1㎒, 101.9㎒)
- HLQH : KBS대구 제2라디오 (558㎑)
  - HLQH-DTV : KBS대구 제2-DTV (CH 16)
  - HLQH-SFM : KBS대구 제2라디오 표준 FM (대구 102.3㎒, 김천 88.9㎒, 울진 92.1㎒)
- HLQJ
  - HLQJ-FM : 부산원음방송 (104.9㎒)
- HLQK
  - HLQK-FM : 서울원음방송 (89.7㎒)
- HLQL
  - HLQL-DTV : EBS 제1-DTV (가상채널 10-1)
  - HLQL-FM : EBS FM (104.5㎒)
- HLQM
  - HLQM-FM : BBS 춘천불교방송 (100.1㎒, 93.5㎒, 97.1㎒, 104.3㎒)
- HLQN
  - HLQN-FM : 광주원음방송 (107.9㎒)
- HLQO
  - HLQO-FM : CPBC 대전가톨릭평화방송 (106.3㎒)
- HLQP
  - HLQP-FM : CPBC 가톨릭평화방송 (105.3㎒)
- HLQQ
  - HLQQ-FM : 부산극동방송 미션FM (93.3㎒, 96.7㎒)
- HLQR
  - HLQR-FM : 울산극동방송 미션FM (107.3㎒)
  - HLQR-SFM : KBS안동 제1라디오 청송중계소 표준FM (92.5㎒)
- HLQS
  - HLQS-DTV : OBS경인TV DTV (가상채널 8-1)
- HLQT
  - HLQT-DTV : KBS대전 제2-DTV (CH 32)
  - HLQT-SFM : KBS대전 제2라디오 표준FM (100.9㎒, 89.5㎒)
- HLQU
  - HLQU-FM : BBS 울산불교방송 (88.3㎒)
- HLQV
  - HLQV-FM : YTN NEWS FM (94.5㎒)

#### HLS
- HLSA : KBS 제2라디오 (603㎑)
  - HLSA-DTV : KBS 제2-DTV (가상채널 7-1)
  - HLSA-FM : KBS 제2-FM (89.1㎒)
  - HLSA-SFM : KBS 제2라디오 표준FM (106.1㎒)
- HLSB
  - HLSB-FM : 원주MBC FM4U (98.9㎒)
  - HLSB-SFM : 원주MBC 표준FM (92.7㎒, 102.5㎒)
- HLSE
  - HLSE-FM : 국방홍보원 KFN 라디오 (96.7㎒, 101.1㎒, 96.3㎒, 89.5㎒, 101.5㎒, 103.3㎒, 93.3㎒, 92.5㎒, 100.1㎒, 96.5㎒, 92.7㎒, 94.1㎒)
- HLSG
  - HLSG-FM : BBS 불교방송 (101.9㎒, 88.1㎒)
- HLSQ
  - HLSQ-DTV : SBS DTV (가상채널 6-1)
  - HLSQ-FM : SBS 파워FM (107.7㎒, 100.3㎒)
  - HLSQ-SFM : SBS 러브FM (103.5㎒, 98.3㎒)
- HLSR : KBS 한민족 제2방송 (1170㎑)
- HLST
  - HLST-FM : TBS FM (95.1㎒)
- HLSU
  - HLSU-FM : TBN 경인교통방송 (100.5㎒, 105.5㎒)
- HLSV
  - HLSV-FM : TBN 강원교통방송 (105.9㎒, 103.7㎒, 105.5㎒, 95.1㎒, 95.3㎒, 89.3㎒)
- HLSW
  - HLSW-FM : tbs 교통방송 eFM (101.3㎒)
- HLSX
  - HLSX-FM : 부산영어방송(BeFM) (90.5㎒)
- HLSY
  - HLSY-FM : 광주영어방송(GFN) (98.7㎒, 93.7㎒)

## 같이 보기
- 아마추어 무선 해외 운용